# Californisk kondor
Californisk kondor (Gymnogyps californianus), en rovfugl i familien vestgribbe, er Nordamerikas største landlevende fugl. Kondoren findes i den nordlige del af Arizona og den sydlige del af Utah (herunder området ved Grand Canyon og Zion National Park, kystnære bjerge i de centrale og sydlige dele af Californien, og den nordlige del af Baja California. Californisk Kondor er det eneste overlevende medlem af slægten Gymnogyps, men der findes fossiler af andre medlemmer af slægten.
Fjerdragten er sort med hvide pletter på undersiden af vingerne, og hovedet er stort set nøgent med en hudfarve varierende fra grå på ungfugle til gul og lys orange på ynglende voksne. Vingefanget på op til 3,0 m er det største på nogen nordamerikansk fugl, vægten på op til 12 kg er næsten lige så som for Trompetérsvanen, som er den største nordamerikanske fugl. Kondoren er ådselæder. Den er af verdens længstlevende fugle med en levetid på op til 60 år.
Antallet af kondorer er faldet dramatisk i det 20. århundrede på grund af krybskytteri, blyforgiftning og ødelæggelse af levesteder. Der blev lavet en statslig bevaringsplan i USA som førte til, at de da 22 resterende vilde kondorer blev indfanget i 1987. De overlevende fugle blev sat til at yngle i fangenskab i San Diego Zoo Safari Park og Los Angeles Zoo. Antallet af kondorer begyndte derfor at stige, og begyndende i 1991 er kondorer igen blevet sat fri. Californisk Kondor er en af verdens sjældneste fugle. I maj 2012 var der 405 kondorer, heraf 226 vildtlevende og 179 i fangenskab. Kondoren er en betydende fugl for mange indianske folk, og den spiller en vigtig rolle i adskillige indianske traditionelle myter.